# پیتر پارکر (مرد عنکبوتی شگفت‌انگیز)
پیتر پارکر از زمین ۱۲۰۷۰۳ 
یک شخصیت خیالی در مجموعه فیلم‌های مرد عنکبوتی شگفت‌انگیز به کارگردانی مارک وب است که از شخصیت کمیک به همین نام اثر استن لی و استیو دیتکو الهام گرفته شده‌است. داستان آن توسط جیمز وندربیلت نگاشته شده و این نقش را اندرو گارفیلد بازی کرد. این نسخه از پیتر پارکر در سه فیلم مرد عنکبوتی شگفت‌انگیز (۲۰۱۲)، مرد عنکبوتی شگفت‌انگیز ۲ (۲۰۱۴) و مرد عنکبوتی: راهی به خانه نیست (۲۰۲۱) حضور داشت.

## داستان
پیتر پارکر در این نسخه مانند کمیک‌ها، پسری خجالتی است که توسط عنکبوتی آلوده به رادیواکتیو گزیده می‌شود و توانایی پیمودن دیوارها و سقف‌ها را پیدا می‌کند و علاوه بر آن، قابلیت حس عنکبوتی را به دست می‌آورد. به کمک این قابلیت، او می‌تواند از خطرها آگاه شود. او ابتدا از قدرتش برای کسب پول و شهرت استفاده می‌کند ولی پس از مرگ عمویش تصمیم می‌گیرد از قدرتی که دارد برای جلوگیری از جرم و جنایت استفاده کند.
این قسمت مجموعه پیتر رابطه عاشقانه با گوئن استیسی دارد، مشقت‌ها و مشکلات پیتر پارکر و مبارزه با کسانی که نیویورک را تهدید می‌کنند که عبارتند از: مارمولک، الکترو، گرین گابلین و راینو را نقل می‌کند.